# Александер Таммерт
Александер Таммерт  (ест. Aleksander Tammert, 2 лютого 1973, Тарту) — естонський легкоатлет, олімпійський медаліст.

## Виступи на Олімпіадах
| Олімпіада    | Дисципліна    | Місце             |
| ------------ | ------------- | ----------------- |
| Атланта 1996 | метання диска | 25 (кваліфікація) |
| Сідней 2000  | метання диска | 9                 |
| Афіни 2004   | метання диска | 3                 |
| Пекін 2008   | метання диска | 12                |
| Лондон 2012  | метання диска | 27 r1/2           |